# Прытково
Прытково — деревня в Тонкинском районе Нижегородской области. Входит в сельское поселение Большесодомовский сельсовет.

## География
Находится на правом берегу реки Уста на расстоянии примерно 11 километров по прямой на запад-юго-запад от районного центра поселка Тонкино.

## История
Известна с 1790 года. В деревне в 1870 году учтено было хозяйств 8, жителей 55, в 1916 20 и 100 соответственно. В период коллективизации создан колхоз «Прытково».

## Население
Постоянное население составляло 14 человек (русские 100 %) в 2002 году, 10 в 2010.